# Gruta da Ribeira do Fundo
A Gruta da Ribeira do Fundo é uma gruta portuguesa localizada na freguesia da Ribeirinha, concelho das Lajes do Pico, ilha do Pico, arquipélago dos Açores.
Esta cavidade apresenta uma geomorfologia de origem vulcânica em forma de tubo de lava de encosta. Este acidente geológico apresenta um comprimento de 200 metros por uma altura máxima de 7 m. e uma largura máxima de 10 metros.